# Zygothrica venustipoeyi
Zygothrica venustipoeyi är en tvåvingeart som beskrevs av Burla 1956. Zygothrica venustipoeyi ingår i släktet Zygothrica och familjen daggflugor. Inga underarter finns listade i Catalogue of Life.